# Chlorophorus torquilla
Chlorophorus torquilla là một loài bọ cánh cứng trong họ Cerambycidae.